# Comic-Con Russia

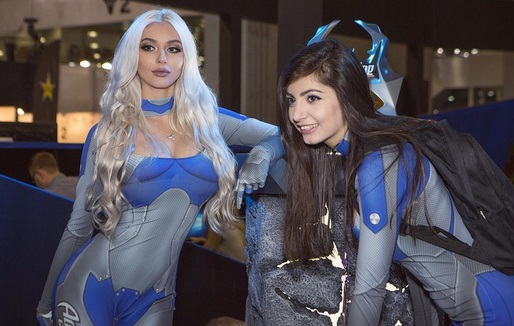
Comic Con Russia 2017

«Comic Con Russia» — фестиваль популярной культуры, посвященный фантастике, кино, комиксам, аниме, косплею, настольным и видеоиграм. Впервые был проведён в Москве 2—5 октября 2014 года, в Санкт-Петербурге впервые прошёл 17—19 мая 2019 года. Проводился совместно и в одни и те же дни с выставкой «Игромир». Билет на выставки был единый, проход по нему возможен и на одну, и на другую.
Comic Con Russia был локализованным, но сохраняющим статус международного, филиалом San-Diego Comic Con, международного фестиваля индустрии игр и развлечений. Московский Comic Con по статистике ежегодно посещали более ста семидесяти тысяч человек. В числе участников более двухсот компаний.
С 2020 года фестиваль не проводится. В 2022 году кредиторы подали заявление на банкротство компании-организатора, а акционеры КРИ хотят полностью свернуть деятельность в России.
В 2025 году «Яндекс» выкупил права на фестивали Comic Сon и «Игромир», которые принадлежали ООО КРИ, и планирует провести их 12-14 декабря 2025 года.

## История

### 2014
Проходил со 2 по 5 октября.

Гости: Миша Коллинз, Дэвид Ллойд.

### 2015
Проходил с 1 по 4 октября.

Гости: Альфи Аллен, Саммер Глау, Энтони Дэниелс, Триша Хелфер, Трина Роббинс, Джим Саликруп, Александр Соколовский.

### 2016
Проходил с 29 сентября по 2 октября.

Гости: Себастьян Роше, ЛиАнна Вамп (LeeAnna Vamp), Нейтан Филлион, Чип Здарски, Горан Парлов, Джилл Томпсон, Рене Виттерстаеттер, Майкл Кадлиц.

### 2017
Проходил с 28 сентября по 1 октября.

Гости: Стефани Корнелиуссен, Кристофер Ллойд, Рутгер Хауэр, Сергей Лукьяненко, Дмитрий Сыендук, Питер Нгуен (Peter Nguyen), Джим Ченг.

### 2018
Проходил с 4 по 7 октября.

Гости: Дэнни Трехо, супруги Амелия и Брайан Декарт, Найт Шеймалан, Хелависа, Фёдор «Комикс» Нечитайло, Дмитрий Глуховский, Дмитрий Сыендук, Отто (Евгений) Шмидт (Otto Schmidt), Алекс Алис. Майкл Рукер за несколько дней до фестиваля сообщил, что не сможет его посетить.

### 2019
Санкт-Петербург: «Comic Con Saint Petersburg» впервые прошёл с 17 по 19 мая.

Гости: Стефан Капичич, Иван Реон, супруги Амелия и Брайан Декарт, Далибор Талажич, Мэтт Холлинсворт, Маттео Скалера (Matteo Scalera), Джон «JaGo» Гуэрра (Jhon Guerra), Пётр Иващенко.
Москва: проходил с 3 по 6 октября.

Гости: Тэд Стоунс, Мадс Миккельсен, Джон «JaGo» Гуэрра (Jhon Guerra), Эндрю Скотт, Андрей Тарусов, Хидэо Кодзима, Кристи Голден.

### Отмены фестиваля после 2019 года
Планировалось, что Комик-кон 2020 пройдёт с 1 по 4 октября. Из-за пандемии коронавируса фестиваль перенесён в онлайн-формат. Вместе с Comic Con на следующий год перенесён и «ИгроМир». Онлайн-версия фестиваля прошла 3—4 октября в соцсети ВКонтакте.
Комик-кон 2021 был запланирован на осень (с 7 по 10 октября), однако был перенесен на 20 и 21 ноября 2021 года из-за обострения эпидемиологической обстановки. 13 сентября 2021 года организаторы сообщили, что фестиваль переносится на следующий год.
В 2022-м из-за санкций и ухода с рынка России зарубежных брендов стало невозможно полноценное проведение мероприятия и оно было отменено.

### 2025
Пройдет с 12 по 14 декабря 2025 года в «Тимирязев Центре» в Москве. Организаторы объявили, что посетить мероприятие можно будет с помощью старых билетов с отменённых выставок 2021 года.

## Конфликт с аналогичным фестивалем в Санкт-Петербурге
Весной 2015 года в СКК «Петербургский» впервые прошёл фестиваль «Comic Con Saint Petersburg», который не имел отношения к организаторам московского «Comic Con». В 2016 году организаторы Санкт-Петербургского «Comic Con» получили иск от организатора московского фестиваля (ООО «КРИ»), который зарегистрировал в Роспатенте название «Comic Con» как товарный знак. В итоге судебных разбирательств петербургскому фестивалю запретили называться «Comic Con» и обязали организаторов выплатить 100 тысяч рублей компенсации. С 2017 года проходящий в Петербурге фестиваль стал проводиться под названием «Epic Con».